# シルレン・ナシメント
シルレン・ナシメント（Shirlen Nascimento 2000年3月20日- ）はブラジル出身の柔道選手。階級は57kg級。

## 経歴
2024年のグランドスラム・アブダビ57㎏級で3位になった。2025年のパンナム選手権で優勝した。世界選手権では伏兵ながら3位となった。
IJF世界ランキングは1982ポイント獲得で21位(25/6/2現在)。

## 主な戦績
- 2024年 - グランドスラム・アブダビ　3位
- 2025年 - パンナム選手権　優勝
- 2025年 - グランドスラム・アスタナ　3位
- 2025年 - 世界選手権　3位

(出典、JudoInside.com)